# بیا کنار تخت من
بیا کنار تخت من (انگلیسی: Come to My Bedside) یک فیلم اروتیک کمدی و موزیکال دانمارکی به کارگردانی جان هیلبارد است که در سال ۱۹۷۵ منتشر شد. این فیلم، چهارمین فیلم از مجموعه‌فیلم‌های دانمارکی کنار تخت (یک مجموعه‌فیلم کمدی جریان اصلی) و یکی از دو فیلمی در این مجموعه است که صحنه‌های هاردکور دارد.

## گزیدهٔ بازیگران
- پل هاگن
- انی بیرگیت گارده
- اوله سولتوفت
- انه بی واربورگ
- آرتور ینسن
- کیرستن پَـسِر
- والسو هولم
- سورن استرونبرگ